# Isaiah Osbourne
Isaiah George Osbourne (Birmingham, 1987. november 15. –) angol labdarúgó-középpályás.
Testvére, Isaac Osbourne szintén labdarúgó, aki a Coventry City játékosa.

## Pályafutása

### Aston Villa
Osbourne a 27-es számú mezt kapta az Aston Villánál Martin O’Neill edző érkezése után. 2006. október 21-én debütált a Premier League-ben a Fulham ellen a Villa Parkban Steven Davis második félidei cseréjeként.
2006. december 28-án három és fél éves szerződést írt alá a Villánál, ami 2010 nyaráig szól.
2008. január 10-én Osbourne beleegyezett, hogy csatlakozzon a Leicester Cityhez kölcsönben, azonban pár nap múlva a Villa edzője, Martin O’Neill lemondta a kölcsönszerződést.
2008. szeptember 23-án Osbourne újabb 3 évre szóló szerződést írt alá a klubnál, ami 2011-ig érvényes.

## Külső hivatkozások
- Isaiah Osbourne pályafutásának statisztikái a Soccerbase oldalon (angolul)

- Profil – Soccernet Archiválva 2013. január 2-i dátummal az Archive.is-en